# バーバラよね
バーバラよね（1964年 - ）は、テレビ・ラジオ番組のディレクター・構成作家・DJ、ベーシスト。本名・米田 元信（よねだ もとのぶ）。裏方として活動する場合は「バーバラよね」として活動。
毎日放送の音楽番組『MUSIC EDGE + Osaka Style』では犬の着ぐるみを着て「ジョンさん」を名乗る（開始当初は着用せず、画面に背中を向けた状態での出演だった）。しかし本人は「ジョンさん」とバーバラよねは別人だと主張している。

## 人物
- 関西大学卒業。
- 以前から彼を知る人は、「ヨネちゃん」や「ヨ～ネ」と呼ぶ人が多い。
- 関西を中心に古くからフリーランスの構成作家やプロデューサー・ディレクターとして活動。またDJとしても活動しており、コーナー内では自らのベースの腕を披露することもある。ラジオ番組演出中は着座する事無く、キューを振る独自なスタイルを今も貫いている。
- バンド「犬道徳」のベース担当でもあり、セミプロの腕前を持ち、プロデビューの噂もあった。『MUSIC EDGE + Osaka Style』のライブイベント「EDGE LIVE +3 style」では、MCのU.K.らと結成した「EDGE BAND」の一員として、ベースを担当した。
- aikoとはラジオ『MBSヤングタウンMUSIC MAX』（MBSラジオ：1997年10月 - 1999年9月28日）でも共演した経験あり、現在でも親交が深い。その縁からaikoのアルバム「夢の中のまっすぐな道」に収録された「Smooch!」のPVに一瞬ではあるが（「ジョンさん」として）出演している。
- fm osakaでもディレクターとして活躍していた。2007年2月23日放送の『上泉雄一の発信!UWAらじお』でWikipediaの話題を取り上げ、上泉が記述されている内容を本人に確認したところ「最近、クビになった」とコメント。
- 天然パーマらしい。
- 少年時代によく聞いていたラジオ番組の女性DJの顔写真を見た時「（声との）あまりのギャップにショックを受けた」らしく、そのこともあって自社サイトや担当番組のサイトには、自らの写真を本人だと分かるようには掲載していない。容貌に関しては上泉雄一曰く「（フィギュアスケート選手の）織田信成そっくり」とのこと（本人もそれを認めている。ちなみに織田と同じ関西大学卒業）。しかし、2011年10月から2012年6月までディレクターとパーソナリティを兼務した『ミューパラアグレッシブ』（ABCラジオ）の公式サイトには、バーバラの顔の画像が大きく載せられていた。
- 犬姿のジョンさんは関西地方ではかなり有名な存在となっている。裏方なのに表に出ているキャラとしては、最近レースガイドに出演中のくらやんが追随しているが、知名度ではジョンさんがダントツである。

### 『上泉雄一の発信!UWAらじお』
- 競馬にも詳しく、「目指せ連勝!!馬泉」のコーナーで熱く語る事もしばしばだった。
- アシスタントのう〜みが海外へ約1週間演奏旅行へ出かけた時や、上泉が2006年12月6日に生放送を途中退席してビリー・ジョエルのコンサートを優先させた時などにピンチヒッターとして登場した。
- う～みが海外への演奏旅行で番組を休むことが決まっていた2007年3月13日には、取材で新潟に行っていた上泉が、当日の午前中に高知空港で起きた胴体着陸の影響で空路による帰阪が不可能になった。そのため、本来はう～みのピンチヒッターで放送に出る予定だったバーバラよねが、大阪のスタジオから1人で生放送を取り仕切ることになった。その後、上泉の代役として、伊東正治（毎日放送元アナウンサー、当時はラジオ編成局長）も番組に出演。伊東がアナウンサー時代に明石家さんまと『MBSヤングタウン』のパーソナリティーとして共演していた時期に、学生アルバイトとして同番組に関わっていたバーバラよねは、「まさか、こんな形でマーボー（伊東のニックネーム）と共演できるとは思わんかった」と本音を漏らしていた。なお上泉は、途中で新潟空港の公衆電話から放送に参加している。

## 出演
バーバラよね名義の出演
- ヤンタンあそびのWA!（MBSラジオ）金曜日（1995年-1997年）
- MBSヤングタウン MUSIC MAX（MBSラジオ）火曜日（1997年-1999年）
- スーパーサンデー　ガッチとジロー（ABCラジオ、1999年4月 - 2001年3月）コーナー出演
- ナニワ音楽ショウ（MBSラジオ）火曜日・「桑名正博のセクシャルMo-Jahナイト」（2007年4月 - ?）
- 上泉雄一の発信!UWAらじお（MBSラジオ）金曜日（2006年10月 - 2007年3月）
- 上泉雄一のUWAらじおシーズン2（MBSラジオ）金曜日（2007年10月 - 2008年3月）
- 子守康範 朝からてんコモリ! （MBSラジオ）金曜日（2009年4月 - 2011年3月）：朝5時台の「新聞パッと見チェック」にのみ出演
- ミューパラアグレッシブ（ABCラジオ、2011年10月 - 2012年6月）

ジョンさん名義の出演
- MUSIC EDGE + Osaka Style（毎日放送、2002年4月 - 2009年4月、2010年9月 - 2015年3月）：2009年4月までは全編に出演。その後は裏方に徹していたが、2010年9月から後半の「Next Style」にのみ、放送上顔を見せない演出で復活。以降の放送でも、全編にわたって登場することがあった。

## 構成作家としての活動
いずれもMBSテレビの番組
- ちちんぷいぷい
- MUSIC EDGE + Osaka Style
- MBS SONG TOWN - 『MUSIC EDGE + Osaka Style』に続いて、「ジョンさん」としても不定期で放送に登場。

## ディレクターとしての活動
- ミューパラアグレッシブ（ABCラジオ）